# Кангирьюармиутун
Кангирьюармиутун — название одного из диалектов языка инувиалуктун. На нём говорят в деревне Улукхакток, на западе острова Виктория. Эскимосы, говорящие на этом диалекте, предпочитают думать, что кангирьюармиутун и инувиалуктун — это один и тот же язык.
Самоназвание диалекта происходит от слова kangiryuar, что в переводе обозначает «большой залив». Так они называют залив Принца Альберта.